# Puddle of Mudd
Puddle of Mudd es una banda estadounidense de post-grunge formada en 1991 en Kansas City por Wes Scantlin. Es conocida por canciones como "Control", "She Hates Me", "Blurry", "Famous" y "Psycho". Su álbum debut, Come Clean produjo cuatro éxitos y ha vendido 5 millones de copias a la fecha.

## Historia

### Inicios (1991-2000)
La banda se formó en Kansas City, Misuri el 13 de septiembre de 1991 por Wes Scantlin (voz), Jimmy Allen (guitarra), Sean Sammon (bajo), y Kenny Burkitt (batería). El cantante nació en St. Joseph, Misuri, fue criado en Kansas City, y asistió a la escuela Park Hill High. Después de su paso por la preparatoria formó Puddle of Mudd.
Según Scantlin, la banda se llama así por el sitio donde ensayaban cerca del río Misuri, que se inundaba y eventualmente se volvía un charco de barro (un "puddle of mud"). El nombre original de la banda era "Muddle of Pudd", pero luego fue cambiado a "Puddle of Mudd".[cita requerida]
La gran oportunidad de Scantlin en el negocio de la música se produjo después de que una copia de su cinta demo fuese entregada a Fred Durst, vocalista de Limp Bizkit. Durst contactó a Scantlin, y después de escuchar que su banda se había disuelto, decidió llevarlo a California para tratar de armar una nueva banda juntos.

### Come Clean(2001-2002)
Una de las primeras personas que Scantlin recibió al llegar a California fue Doug Ardito, pasante en Interscope Records. Cuando se enteró de que Ardito tocaba el bajo, decidieron trabajar juntos,pero todavía necesidaban un guitarrista y un baterista. Durst decidió ponerse en contacto con Paul Phillips, un guitarrista que conocía de su ciudad natal de Jacksonville, Florida, quien había tocado antes en una banda local llamada Happy Hour. Después de recibir la llamada de Durst, Paul decidió hacer una prueba para Puddle of Mudd y fue aceptado, tomando la decisión de dejar la universidad con el fin de unirse. Luego de la grabación de su album debut, la banda hizo audiciones para un nuevo baterista y seleccionó a Greg Upchurch, que era un exmiembro de Eleven (banda) y también había estado de gira con Chris Cornell. Todas las pistas de batería fueron grabadas por Josh Freese, baterista conocido por su trabajo con The Vandals y A Perfect Circle.
Puddle of Mudd publicó su primer álbum oficial llamado Come Clean el 28 de agosto de 2001. El primer sencillo del álbum, "Control" fue muy bien recibido. También fue el tema principal de Survivor Series de la WWE de 2001. El segundo sencillo del álbum, "Blurry", coescrito con Sean Sammon, Kenny Burkitt, Jimmy Allen y Doug Ardito, resultó ser el sencillo más exitoso, alcanzando el número 5 en el Billboard Hot 100 y n.º 8 en la lista de sencillos del Reino Unido, y también ganando un premio de canción del año American Society of Composers, Authors and Publishers para Ardito, Allen y Scantlin. La canción también fue utilizada en el juego Combat Ace 5, publicado por Namco. "Drift & Die" coescrita por Jimmy Allen también fue lanzado como sencillo, estando seis semanas en el n.º 1 en la lista Mainstream Rock. El cuarto sencillo, "She Hates Me", coescrita por Jimmy Allen, fue lanzado a finales de 2002, y alcanzó el puesto número 1 en el Mainstream Rock Tracks, así como el número 13 en el Billboard Hot 100. Allen y Scantlin ganaron el premio ASCAP por la canción de rock más reproducida del año.
Posteriormente, el grupo se embarcó en una gira por Europa y América abriendo para Godsmack y Deftones, y también formaron parte del Family Values Tour 2001, junto a Linkin Park, Stone Temple Pilots, y Staind.

### Life on Display(2003-2005)
El segundo álbum de Puddle of Mudd ,Life on Display, tuvo tres sencillos: "Away From Me", "Heel Over Head", y "Spin You Around". El disco vendió copias por debajo de las expectativas, aunque poco después de su lanzamiento alcanzó disco de oro y, hasta la fecha, ha vendido más de 706.000 copias. Algunos sugirieron que esta fue la causa principal de que el baterista Greg Upchurch dejara la banda para unirse a 3 Doors Down. Marisa Miller apareció en el video musical de "Spin You Around". "Away From Me" fue presentado en The O. C.. en 2004. La canción "Nothing Left to Lose", fue el tema oficial de Royal Rumble
En 2005, dos miembros, Paul Phillips y Greg Upchurch, dejaron la banda. Greg actualmente es baterista de 3 Doors Down, mientras que Paul se fue alejando por diferencias creativas y personales.

### Famous(2006-2008)
El 9 de octubre de 2007, la banda lanzó su tercer disco, Famous. El primer sencillo, "Famous", se filtró a través de la página MySpace de la banda y en la radio en julio, antes de que el CD fuese lanzado. Otra canción, "Merry Go Round", fue lanzada a través de iTunes antes del lanzamiento oficial. El siguiente sencillo, "Psycho", llegó al top tanto en el Mainstream Rock Tracks y como en el Hot Modern Rock Tracks durante nueve semanas. "Livin 'on Borrowed Time" y "We Don't Have To Look Back Now" fueron los demás sencillos lanzados.

### Vol. 4: Songs in the Key of Love & Hate(2009-2010)
En 2009, el exguitarrista Paul Phillips volvió a la banda después de que su reemplazo, Christian Stone, dejase la banda en buenos términos. En esa época, la banda reclutó al famoso productor Brian Howes para comenzar a grabar un nuevo disco en Vancouver. Antes del lanzamiento del nuevo álbum, miembros de la banda revelaron que el nombre del álbum sería "Jacket on the Rack". Sin embargo, fue cambiado a Volume 4: Songs in the Key of Love & Hate. Lanzado el 8 de diciembre, ha llegado a vender alrededor de 100.000 copias. Lanzó tres sencillos como Keep It Together, Better Place y Spaceship. y contiene un bonus de cuatro temas, tres temas acústicos del disco y una canción extra.
En 2010 lanzan su primer álbum recopilatorio (The Best Of) llamado Icon con 11 temas (Desde Come Clean 2001 hasta Vol. 4 Songs In The Key Of Love And Hate 2009) y un tema nuevo llamado "Bleed".

### Re:(disc)overed(2011-2012)
El 30 de agosto de 2011, lanzaron un álbum recopilatorio titulado "Re:(disc)overed" con algunos sencillos como "D'yer M'aker" de Led Zeppelin, "Old Man" de Neil Young, "Gimme Shelter" de Rolling Stones, entre otros. Paul Phillips (guitarrista) declaró que el álbum nació mientras se divertían haciendo una versión de "TNT" de AC/DC (tema incluido en el disco).

### Otros proyectos
El 11 de julio de 2014, se anunció en la página de Facebook de Puddle of Mudd que un nuevo álbum sería lanzado "muy pronto...". Puddle of Mudd estuvo de gira durante el 2014 con una alineación nunca antes vista.
El 21 de septiembre de 2014, un nuevo sencillo fuera de cualquier álbum fue lanzado, titulado "Piece of the Action", a pesar de que no fue anunciado previamente.
El 17 de julio de 2015, la banda anunció que estaban grabando su sexto álbum de estudio aún sin título. El título del álbum sería finalmente Welcome To Galvania y fue lanzado en 2019.
Wes tuvo muchos problemas con el alcohol, causa de sus arrestos, pero acabaría dejando el alcohol, saliendo adelante y crearían Welcome To Galvania, el primer álbum desde 2009 de la banda, con Dave Moreno de nuevo.
En marzo de 2020 la banda cancelaría el Tour, ya empezado, por la pandemia de COVID-19.

## Polémicas
Tanto Puddle Of Mudd como su líder individualmente han estado envueltos en varias polémicas que han generado rechazo y críticas duras. Todo comenzó cuando Scantlin durante un concierto en Toledo, Ohio admitió estar demasiado intoxicado para continuar tras solo cuatro canciones. Momento en el que los miembros restantes del grupo se retiraron del escenario dejando a Scantlin solo delante de un público descontento. 
Desde 2012 Scantlin ha sido acusado de sincronización labial en numerosas ocasiones durante los conciertos. 
El 16 de abril de 2014, Scantlin colapsó en el escenario durante un espectáculo en Trees Dallas. Espectáculo en el que acabó arrojando un micrófono y una cerveza al público, además de amenazar e intentar agredir físicamente a miembros del mismo público. También recibió críticas por aparentar usar sincronización labial durante el concierto.
El 20 de junio de 2015, la banda fue abucheada y expulsada del escenario durante un concierto en Versailles, Ohio después de que Scantlin fuera pillado empleando sincronización labial. Dicho evento tuvo mucha repercusión en redes sociales y en respuesta a ello Puddle Of Mudd borraron su página oficial de Facebook. Con la página de Facebook aún disponible, la banda de rock procedente de Texas Black Heart Saints aprovecharon para promocionarse mediante la página de Puddle Of Mudd utilizando el título "Check This Band Out Instead" (miren a esta banda en vez). 
El 18 de agosto de 2017, estaba previsto que Puddle Of Mudd actuarían en el Festival de la Relève en Thetford Mines (Quebec, Canadá). Ese mismo día la actuación de Puddle Of Mudd tuvo que ser suspendida ya que la banda jamás apareció en el Aeropuerto Internacional Jean-Lesage de Quebec cuando los voluntarios fueron a buscarles para llevarlos al recinto del festival. Nunca se le dio una justificación a la ausencia de la banda.
En 2019 aparecería Puddle Of Mudd en un estudio interpretando el clásico About a Girl de Nirvana. Durante dicha actuación Wes Scantlin destacaba por su voz agotada y desafinada. El video grabado durante dicho momento se volvió viral durante 2020 y se hicieron varias críticas, mofas y memes al respecto.

## Apariciones
Su canción Control fue el tema oficial del evento pago por visión Survivor Series de World Wrestling Entertainment en noviembre de 2001, su canción Nothing Left to Lose fue el tema oficial del evento de pago por visión WWE's Royal Rumble en enero de 2004, el tema Famous fue el tema oficial de evento One Night Stand en el 2007, también su tema Blurry está incluido en el videojuego Ace Combat 5: The unsung war y en el tráiler de la película A Man Apart.
En octubre de 2007, la banda lanzó su 3.er LP Famous. La canción homónima fue utilizada como banda sonora en el videojuego WWE SmackDown vs. Raw 2008

## Discografía
- 2001: Come Clean
- 2003: Life on Display
- 2007: Famous
- 2009: Volume 4: Songs in the Key of Love & Hate
- 2019: Welcome to Galvania
- 2023: Ubiquitous